# Karl Jørgensen
Karl Jørgensen (12. juni 1890 – 26. februar 1966) var en dansk skuespiller.
Han debuterede på Rønne Teater i 1913 og op til 1925 var han turnéskuespiller i provinsen. Senere fik han faste engagementer i Odense og København. 1937-1940 var han leder af Folketeatret i Odense og da dette teater blev omdannet til den kommunale biograf Folketeatret, fortsatte han som leder af denne fra 1948 og helt frem til sin død.
Blandt de film han medvirkede i, kan nævnes:
- Thummelumsen – 1941
- Regnen holdt op – 1942
- Alle mand på dæk – 1942
- Damen med de lyse handsker – 1942
- Når man kun er ung – 1943
- Besættelse – 1944
- Frihed, lighed og Louise – 1944
- De røde enge – 1945
- Affæren Birte – 1945
- Ditte Menneskebarn (film) – 1946
- Lykke på rejsen – 1947
- Tre år efter – 1948
- Penge som græs – 1948
- Støt står den danske sømand – 1948
- Vesterhavsdrenge – 1950